# Tratado de Washington (1900)
El Tratado de Washington fue un acuerdo entre el Reino de España y los Estados Unidos de América, firmado el 7 de noviembre de 1900, que tenía por objeto evitar cualquier desavenencia que pudiera dar lugar la interpretación del artículo III del Tratado de París del 10 de diciembre de 1898, en virtud del cual España cedía el archipiélago de las Filipinas a Estados Unidos.

## Tratado
El tratado consta de un único artículo y fue subscrito en Washington por José Brunetti y Gayoso, duque de Arcos y ministro plenipotenciario de España en Estados Unidos, y John Milton Hay, secretario de Estado de los Estados Unidos.

España renuncia en favor de los Estados Unidos a todo título o derecho que, al firmarse el Tratado de Paz de París, hubiese podido tener sobre cada una o todas las islas pertenecientes al archipiélago filipino, situadas fuera de los límites especificados en el art. III de dicho Tratado de París, y especialmente a las islas de Cagayán de Joló, Sibutú y sus dependencias, y conviene en que todas ellas queden comprendidas en la cesión del archipiélago en idénticas condiciones a aquellas que fueron expresamente incluidas dentro de la mencionada delimitación.

Los Estados Unidos, en atención a esta renuncia, pagarán a España la suma de cien mil dólares dentro del plazo de seis meses, a contar desde el día del canje de ratificaciones del presente Tratado.
Artículo único.

Fue ratificado por María Cristina de Habsburgo-Lorena, reina regente de España, previa aprobación por las Cortes del Reino, y William McKinley, presidente de los Estados Unidos, con el consentimiento del Senado. Las ratificaciones fueron intercambiadas en Washington el 23 de marzo de 1901.